# Reial Madrid Club de Futbol
El Reial Madrid Club de Futbol (castellà: Real Madrid Club de Fútbol) és un club esportiu de la ciutat de Madrid, Espanya. Va ser fundat el 6 de març del 1902 amb el nom de Sociedad Madrid Foot-Ball Club. Té més de 99.000 socis i més de 2.350 penyes.
A diferència de la majoria de clubs esportius professionals a tot el món, el Reial Madrid no és una societat anònima, és a dir, que la propietat del club recau en els seus més de 99.000 socis.
L'equip de futbol va ser uns dels fundadors de la Lliga espanyola de futbol el 1928 i des d'aleshores és un dels 3 equips que sempre ha jugat a la Primera Divisió. Actualment és un dels equips amb més trofeus del món, destacant entre d'altres: 36 Campionats de Lliga espanyola, 20 Copes del Rei, 13 Supercopes d'Espanya, 15 Copes d'Europa, 5 d'aquestes de dubtosa oficialitat, 6 Supercopes d'Europa, 2 Copes UEFA i 5 Mundials de Clubs. És el club amb més títols internacionals (36) superant l'Al-Ahly amb 26, i el Futbol Club Barcelona amb 20. És per tant el segon equip amb més títols d'Espanya i un dels clubs més prestigiosos d'Europa i del món, escollit per la FIFA com el Millor Club del Segle XX, Club of the XX Century).
Posseeix en l'actualitat una altra secció de bàsquet, amb la qual és el club amb més títols nacionals d'Espanya i amb més campionats internacionals d'Europa. El seu màxim rival és el Futbol Club Barcelona, tot i que també manté una gran rivalitat amb l'Atlètic de Madrid.
L'equip filial de l'equip de futbol és el Reial Madrid Castella Club de Futbol i alhora compta amb dos equips juvenils, així com equips de formació en totes les categories i en la majoria de les especialitats esportives, els quals permeten de nodrir els primers equips amb el nombre més gran possible de jugadors del planter. Així mateix, a nivell femení, el club compta des de 2020 amb un equip de futbol femení, el Club Deportivo TACON, i un equip de futbol formatiu.
L'estadi on juga els partits com a local és el Santiago Bernabéu, amb una capacitat per 81.044 espectadors. Els seus seguidors són coneguts com a vikingos i el nombre de penyes repartides per tot el món és de més de 2.350. Tot plegat fa que sigui una de les entitats esportives més importants d'Espanya (un 39% dels espanyols escull el Reial Madrid com el seu equip preferit) i una de les més importants del món pel que fa a projecció i massa social.

## Història

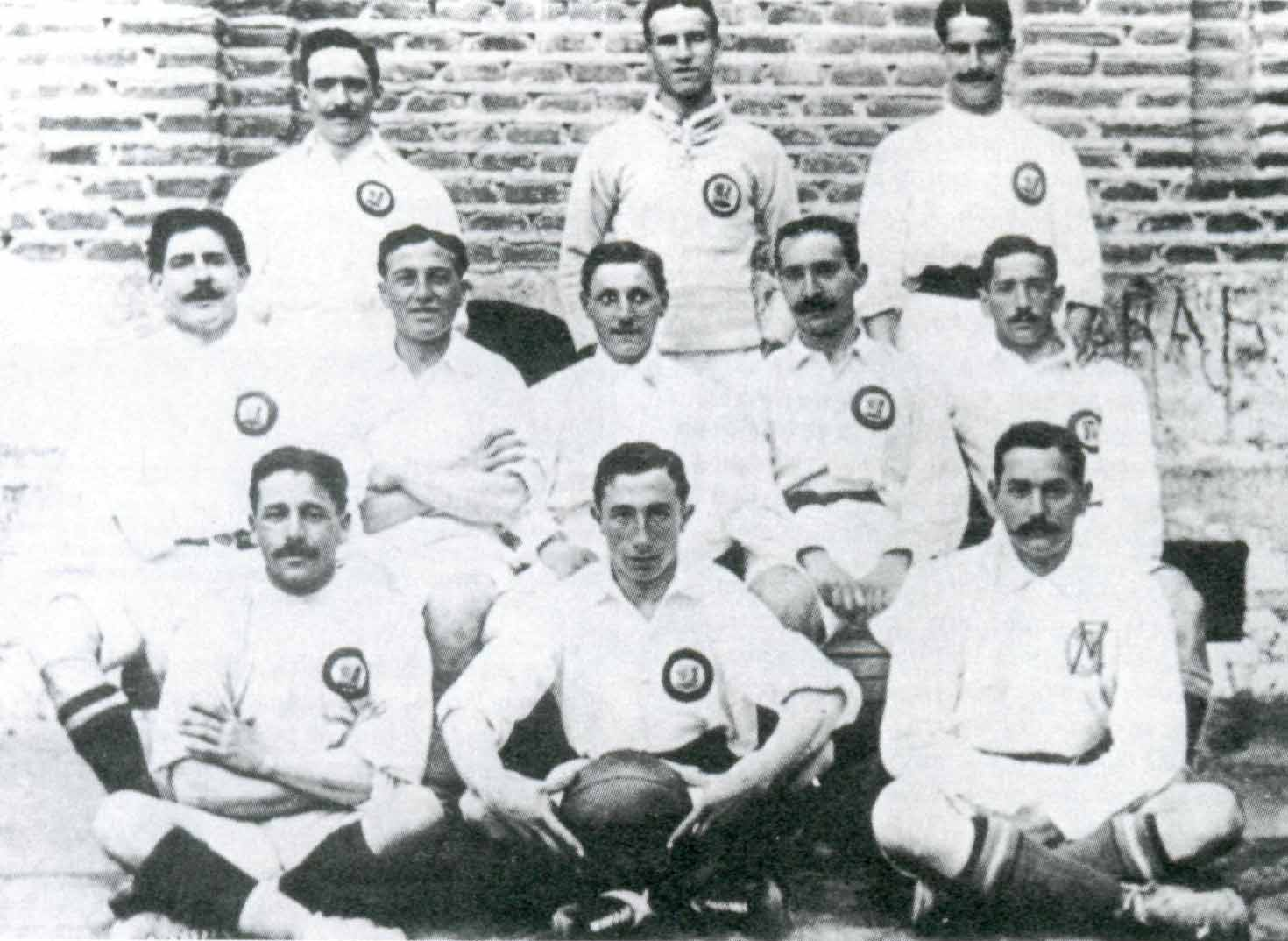
Una de les primeres alineacions del club. (1905)

### Primers anys (1902-1940)
El futbol fou introduït a Madrid per professors i estudiants de la Institución Libre d'Enseñanza entre els quals hi havia diversos graduats d'Oxbridge. Aquests fundaren el Football Sky el 1895, jugant els diumenges al matí a Moncloa. Aquest club es dividí el 1900 en dos clubs, el New Foot-Ball de Madrid i el Club Español de Madrid. El president d'aquest darrer club era Julián Palacios. D'una escissió d'aquest darrer club el 1902 nasqué el Madrid FC.
El 6 de març de 1902 es va constituir oficialment la societat Madrid Foot Ball Club. Els germans Joan i Carles Padrós i Rubió, uns empresaris catalans establerts a Madrid, van ser els fundadors i primers presidents de l'entitat blanca, al costat de Julián Palacios. Es crea la primera junta directiva que estableix l'uniforme de l'equip: samarreta i pantalons blancs, mitges i gorra blaves. El primer partit després de l'oficialització va ser entre jugadors del club, al camp de l'avinguda de la Plaza de Toros, el 9 de març.
El 15 d'abril següent, la directiva del club s'entrevista amb l'alcalde de Madrid, per organitzar un campionat durant les celebracions de la coronació del Rei Alfons XIII. Així es va crear la que avui s'anomena Copa del Rei.
Al gener del 1904 el Madrid Foot Ball Club es fusionà amb el Moderno FC, l'Amicale FC i el Moncloa FC, i el fins aleshores president de la Federación Madrileña de Clubs de Foot-Ball, Carles Padrós assoleix la presidència del club, que mesos més tard, juntament amb altres clubs va impulsar la creació de Federació de Futbol Internacional Amateur (FIFA).
El 18 d'abril del 1905, guanya la seva primera Copa del Rei, davant el campió de totes les edicions fins aleshores, l'Athletic de Bilbao, que jugava reforçat amb jugadors de l'Atlètic de Madrid, a un partit disputat al Parque del Retiro de Madrid. Al 23 d'octubre d'aquest any, juga el seu primer partit internacional, davant el Gallia Sport de París, amb motiu de la visita del president de la República Francesa, amb empat a 1 gol.

El 1907 aconsegueix la Copa d'Espanya en propietat, en guanyar-la tres vegades seguides.

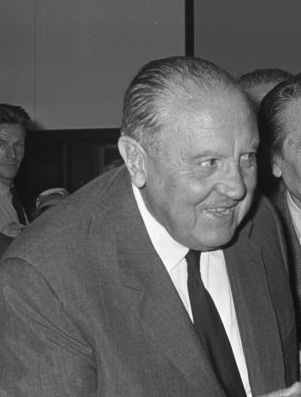
Santiago Bernabéu de Yeste.

El 29 de juny de 1920 el rei Alfons XIII li va concedir el títol de Reial (Real).
El 17 de maig del 1924 s'inaugura l'estadi de Chamartín. El partit inaugural enfrontà l'equip madrileny contra el Newcastle United anglès, campió de la Copa Anglesa.
La primera jornada de lliga espanyola va enfrontar al Madrid i al CE Europa de Barcelona el 10 de febrer de 1929. El conjunt blanc va guanyar per 5 gols a 0, sent el primer líder de la història de Primera Divisió. El club fitxa a Ricard Zamora al RCD Espanyol al setembre de 1930 per 150.000 pessetes, un dels millors porters de tots els temps.

Amb l'inici de la Segona República Espanyola (1931) el club perd la denominació de Real i torna a ser Madrid Club de Fútbol, guanyant la primera lliga espanyola, sense perdre cap partit.

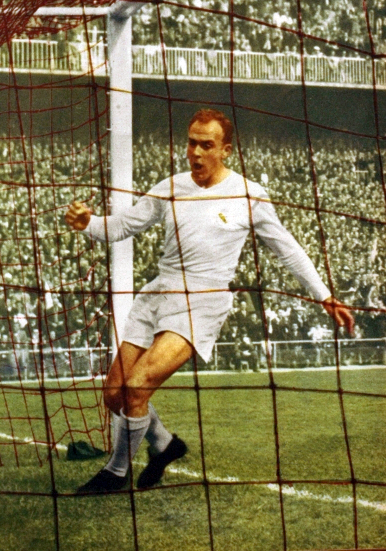
Alfredo Di Stéfano Laulhé, responsable de donar-li les primeres cinc edicions de la Copa d'Europa de futbol al Reial Madrid CF.

Després de la Guerra Civil, el camp va quedar desmantellat, havien tret els taulons de fusta de les grades, i l'estadi es va transformar en un camp de presoners. El seu president, Antonio Ortega, militar republicà d'ideologia comunista que va ocupar el càrrec entre el 1937 i el 1939, va ser assassinat al garrot vil després de la victòria dels colpistes. El dirigent del club Pedro Parages va ser l'encarregat de convocar una assemblea el 19 d'abril de 1939 per reunir els socis que quedaven a la capital madrilenya, intentar buscar els jugadors dispersats per la guerra, i aconseguir un esforç econòmic mitjançant donatius dels socis per refer el terreny de joc.

### Post-Guerra i presidència deSantiago Bernabéu de Yeste(1940-1952)
El 15 de setembre de 1943 Santiago Bernabéu va ser elegit president per unanimitat. A partir d'aleshores es va decidir iniciar la construcció de l'estadi Santiago Bernabéu, acabat el 1947. L'estadi s'inaugurà el 14 de desembre de 1947 davant l'Os Belenenses portuguès.
El 1952 se celebren les Núpcies d'Or del club amb un important torneig internacional entre el Madrid, el IFK Norrköping, campió de Suècia i el Club Deportivo Los Millonarios d'Alfredo Di Stéfano, campió de Colòmbia. El torneig el va guanyar el Millonarios gràcies a un apassionant partit que va acabar 4 - 2. Durant l'estiu, el conjunt blanc va viatjar a Colòmbia i Veneçuela per negociar per Alfredo Di Stéfano i jugar la Petita Copa del Món, títol aconseguit per l'equip madrileny.

### Inici del domini a Europa, Reial Madrid Imperial (1953-1964)
El 1953 comença una etapa daurada al fitxar a Alfredo Di Stéfano, Paco Gento i Marquitos. Les negociacions pel jugador argentí van ser molt difícils, ja que el FC Barcelona també volia el jugador. Després de molts contactes entre River Plate, Club Deportivo Los Millonarios, el Reial Madrid, el FC Barcelona i el Torino italià (equip on el Barça volia vendre el jugador), la Federació Espanyola de Futbol va decidir que el jugador jugués dues temporades al club blanc, i dues a l'equip blaugrana, alternant una a cada conjunt. La directiva barcelonina no ho va acceptar, després de veure un baix rendiment del jugador, i va acabar fitxant pel Reial Madrid.
El 13 de juny de 1956 aconsegueix la primera Copa d'Europa de la història davant de l'Stade de Reims. No obstant això, Jacques Ferran més tard admetria que aquesta edició del torneig va estar arreglada perquè se li facilitaran les coses als "millors clubs" participants, assegurant que el Reial Madrid CF va ser el que més va subornar. Aquesta va ser la primera de cinc Copes d'Europa seguides, guanyant també la primera Copa Intercontinental contra el Peñarol de Montevideo.

### El Reial Madrid delsyé-yés, última etapa de Santiago Bernabéu (1965-1975)
L'any 1965, guanya la seva cinquena lliga consecutiva establint un nou rècord que encara no ha estat superat. Aquesta temporada es fitxà als primers jugadors d'una nova generació anomenada la dels yé-yés. Hi destacaven Grosso i Pirri. Di Stéfano havia deixat el Madrid la temporada anterior. L'11 de maig de 1966, el Madrid tornaria a guanyar la Copa d'Europa a l'estadi belga d'Heysel.
El 1972 l'Agrupación Deportiva Plus Ultra desapareix per a formar l'equip filial, el Castella. Aquest any se celebren les Núpcies de Plata de l'Estadi Santiago Bernabéu, que va servir d'homenatge a Paco Gento.

### Anys vuitanta i laQuinta del Buitre (1976-1995)
Al mes de juny de 1978, mor el president Santiago Bernabéu. El seu càrrec l'ocupa Luis de Carlos. A la temporada següent el Madrid dedicaria la seva segona lliga consecutiva al seu expresident.
A finals del 1983 i 1984 comença a debutar amb el primer equip la generació batejada com La Quinta del Buitre. El 4 de desembre de 1983, amb Alfredo Di Stéfano com a entrenador, van debutar Rafael Martín Vázquez i Manolo Sanchís, que marcaria l'únic gol del partit, donant el triomf al conjunt blanc. El 5 de febrer de 1984 debutaria el jugador que va donar nom a la seva generació, Emilio Butragueño, que marcaria dos gols al seu debut, al camp del Cadis CF, aconseguint la victòria per 2-3. Aquell any, arribaria a ser el major golejador de Segona Divisió amb el Castella. Miguel Pardeza també debutaria aquell any, i a la temporada següent, Míchel també jugaria amb el primer equip.
Després de guanyar dues Copes de la UEFA, l'any 1985 i el 1986, va aconseguir arribar a 3 semifinals consecutives de la Copa d'Europa, perdent contra el Bayern de Múnic el 1987, contra el PSV Eindhoven, (que va ser campió empatant els últims cinc partits de la competició) i contra el poderós AC Milan.

### Segona època daurada a Europa, el Madrid dels Galàctics (1996-2010)

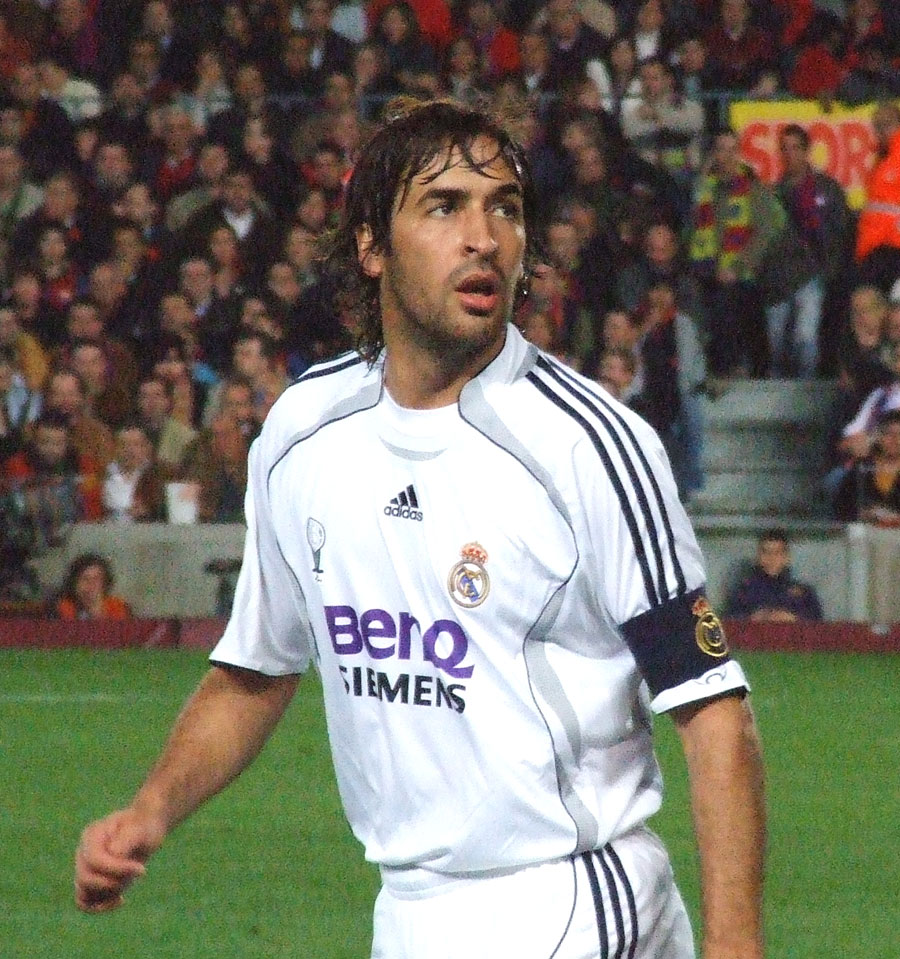
Raúl González Blanco, antic capità del Reial Madrid CF. Al seu palmarès hi té sis Lligues espanyoles i tres Lligues de Campions, i és un dels millors jugadors de la història del Reial Madrid CF.

El 12 de gener de 1998, abans de guanyar la seva setena Lliga de Campions, l'equip blanc va ser escollit per la FIFA com el Millor Club del Segle XX (Club of the XX Century). Els seus exjugadors, Alfredo Di Stéfano i Ferenc Puskas són triats entre els 10 millors jugadors de la història.
El 1998, després de 32 anys, el Reial Madrid guanya de nou la Copa d'Europa contra el Juventus de Torí amb un gol de Predrag Mijatovic. Conquereix al desembre la seva segona Copa Intercontinental davant del Vasco de Gama a Tòquio amb gols de Roberto Carlos i Raúl.
Torna a guanyar la Lliga de Campions de la UEFA l'any 2000 davant el València CF per 3-0 a la primera final entre equips d'un mateix estat. Florentino Pérez guanya les eleccions presidencials i fitxa a Luís Figo, del FC Barcelona. El 5 de novembre, l'Assemblea General de Socis Compromisaris nomena President d'Honor a Alfredo Di Stefano, exjugador del club.
El 15 de maig del 2002 guanya la seva novena Lliga de Campions, davant l'equip alemany del Bayer Leverkusen, guanyant també la Supercopa d'Europa i la Copa Intercontinental el 2003.

### Tercera època daurada a Europa, la "décima", "undécima", "duodécima" i "decimotercera" (2010-2021)
Després de 12 anys sense guanyar la UEFA Champions League, un 24 de maig de 2014, el Reial Madrid tornava a proclamar-se campió a l'antic continent després d'una de les finals més intenses de la història on es van enfrontar per primera vegada a una final d'aquesta competició dos equips de la mateixa ciutat (Atlètic de Madrid vs. Reial Madrid). Encara que l'Atlètic de Madrid va dominar el resultat fins gairebé el final del partit, un gol de cap de l'actual capità del conjunt blanc, Sergio Ramos, va esfondrar l'alegria del club "colchonero" al minut 93. Al temps extra d'aquesta final celebrada a l'estadi Da Luz de Lisboa, el Reial Madrid va aconseguir imposar-se per un 4-1 i aixecar la tan anhelada "décima" Copa d'Europa.
Dos anys més tard, aquest cop a l'estadi de San Siro (Milà), es tornaven a trobar els dos clubs a la final d'aquella edició (2015/16) de la UEFA Champions League. Malgrat l'intent de revenja de l'Atlètic de Madrid, el club "merengue" es va tornar a imposar en el llançament de penals, amb el gol decisiu de Cristiano Ronaldo.
El 2016, l'empresa tornà 20,3 milions d'euros que havia rebut per ajudes irregulars a l'ajuntament de la Vila de Madrid, obligat per una resolució de la Comissió Europea sobre ajudes il·legals de 2011.
Tant el 2017 com el 2018, el Reial Madrid tornaria a guanyar la UEFA Champions League, convertint-se en el primer equip que la guanya de forma consecutiva 2 i 3 anys seguits des de l'edició moderna d'aquesta competició (1992). Zinedine Zidane va ser l'entrenador que va fer possible aquest tri-campionat.

## Símbols

### Equipació
L'uniforme de l'equip és de samarreta, pantalons i mitjons blancs; amb les tres línies característiques de la firma esportiva Adidas. Des del 2013 porta publicitat de la marca Fly Emirates.

#### Evolució de l'equipació
| 1902-1908 | 1908-1911 | 1911-1914 | 1914-1920 | 1920-1925 | 1925-1926 | 1926-1931 | 1931-1941 | 1941-1952 | 1953-1954 | 1954-1955 | 1955-1980 |

| 1980-1982 | 1982-1984 | 1984-1986 | 1986-1989 | 1989-1990 | 1990-1992 | 1992-1993 | 1993-1994 | 1994-1996 | 1996-1997 | 1997-1998 | 1998-2000 |

| 2000-2001 | 2001-2002 | 2002-2003 (4) | 2003-2004 | 2004-2005 | 2005-2006 | 2006-2007 | 2007-2008 | 2008-2009 | 2009-2010 | 2010-2011 | 2011-2012 |

| 2012-2013 | 2013-2014 | 2014-2015 | 2015-2016 | 2016-2017 | 2017-2018 | 2018-2019 | 2019-2020 | 2020-2021 | 2021-2022 | 2022–2023 | 2023–2024 |

| 1902-1908 | 1908-1911 | 1911-1914 | 1914-1920 | 1920-1925 | 1925-1926 | 1926-1931 | 1931-1941 | 1941-1952 | 1953-1954 | 1954-1955 | 1955-1980 |

| 1980-1982 | 1982-1984 | 1984-1986 | 1986-1989 | 1989-1990 | 1990-1992 | 1992-1993 | 1993-1994 | 1994-1996 | 1996-1997 | 1997-1998 | 1998-2000 |

| 2000-2001 | 2001-2002 | 2002-2003 (4) | 2003-2004 | 2004-2005 | 2005-2006 | 2006-2007 | 2007-2008 | 2008-2009 | 2009-2010 | 2010-2011 | 2011-2012 |

| 2012-2013 | 2013-2014 | 2014-2015 | 2015-2016 | 2016-2017 | 2017-2018 | 2018-2019 | 2019-2020 | 2020-2021 | 2021-2022 | 2022–2023 | 2023–2024 |

| 1902-1908 | 1908-1911 | 1911-1914 | 1914-1920 | 1920-1925 | 1925-1926 | 1926-1931 | 1931-1941 | 1941-1952 | 1953-1954 | 1954-1955 | 1955-1980 |

| 1980-1982 | 1982-1984 | 1984-1986 | 1986-1989 | 1989-1990 | 1990-1992 | 1992-1993 | 1993-1994 | 1994-1996 | 1996-1997 | 1997-1998 | 1998-2000 |

| 2000-2001 | 2001-2002 | 2002-2003 (4) | 2003-2004 | 2004-2005 | 2005-2006 | 2006-2007 | 2007-2008 | 2008-2009 | 2009-2010 | 2010-2011 | 2011-2012 |

| 2012-2013 | 2013-2014 | 2014-2015 | 2015-2016 | 2016-2017 | 2017-2018 | 2018-2019 | 2019-2020 | 2020-2021 | 2021-2022 | 2022–2023 | 2023–2024 |

| 1902-1908 | 1908-1911 | 1911-1914 | 1914-1920 | 1920-1925 | 1925-1926 | 1926-1931 | 1931-1941 | 1941-1952 | 1953-1954 | 1954-1955 | 1955-1980 |

| 1980-1982 | 1982-1984 | 1984-1986 | 1986-1989 | 1989-1990 | 1990-1992 | 1992-1993 | 1993-1994 | 1994-1996 | 1996-1997 | 1997-1998 | 1998-2000 |

| 2000-2001 | 2001-2002 | 2002-2003 (4) | 2003-2004 | 2004-2005 | 2005-2006 | 2006-2007 | 2007-2008 | 2008-2009 | 2009-2010 | 2010-2011 | 2011-2012 |

| 2012-2013 | 2013-2014 | 2014-2015 | 2015-2016 | 2016-2017 | 2017-2018 | 2018-2019 | 2019-2020 | 2020-2021 | 2021-2022 | 2022–2023 | 2023–2024 |

### Escut
El primer escut del Madrid Football Club va tenir un disseny molt simple. Consistia a entrellaçar les tres inicials del club, és a dir, la "M", la "F" i la "C", que anaven a un fons blau fosc, sobre la samarreta blanca. Però a la vegada, el reglament establia que per partits amb conjunts d'altres societats, l'equip hauria de portar l'escut de la ciutat de Madrid al costat esquerre del pit, reemplaçant l'escut del club.
La primera variant data de 1908. Les lletres entrellaçades van adoptar una forma més estilitzada i van aparèixer inscrites en un cercle. El següent canvi en la configuració de l'escut no va ser fins al 1920, any en el qual el rei Alfons XIII va concedir al club el títol de Real. Per aquesta raó se li va afegir la Corona Reial, les inicials es van veure una mica més estilitzades i el club va passar a anomenar-se Real Madrid Football Club. Als partits oficials, es va adoptar l'escut de la ciutat junt amb la corona borbònica.
Amb la instauració de la II República el 1931 es van eliminar tots els símbols de la Reialesa, de manera que es va perdre la corona que anys abans havia obtingut. A canvi, se li va afegir la banda en diagonal de la regió de Castella.
Un cop acabada la Guerra Civil, el 1941 l'escut va recuperar la Corona Real, però també va mantenir la franja morada. A més, es van modificar els colors, sent aleshores el daurat el predominant, i el club va passar a denominar-se Real Madrid Club de Fútbol. És amb aquest escut amb el qual el club guanyaria els màxims èxits del futbol mundial, i que es va mantenir fins a finals dels anys noranta.
L'última modificació es va donar el 2001 sota la presidència de Florentino Pérez, creant un escut més adient amb els nous temps, i adequant-lo al màrqueting, fent les línies més gruixudes i la banda va passar a ser de color blau.

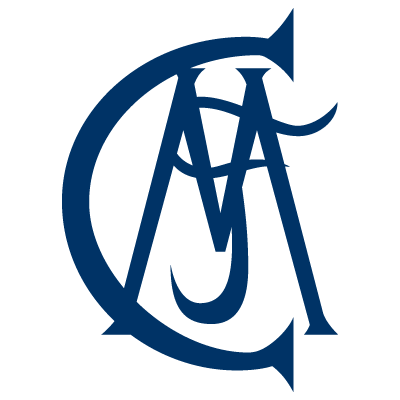
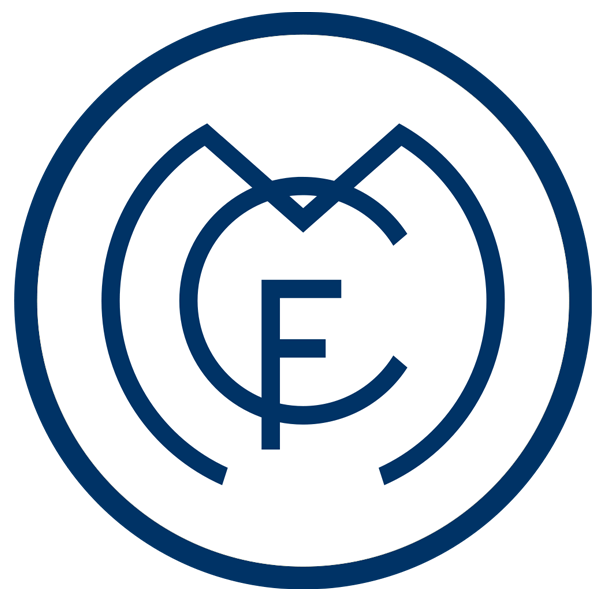
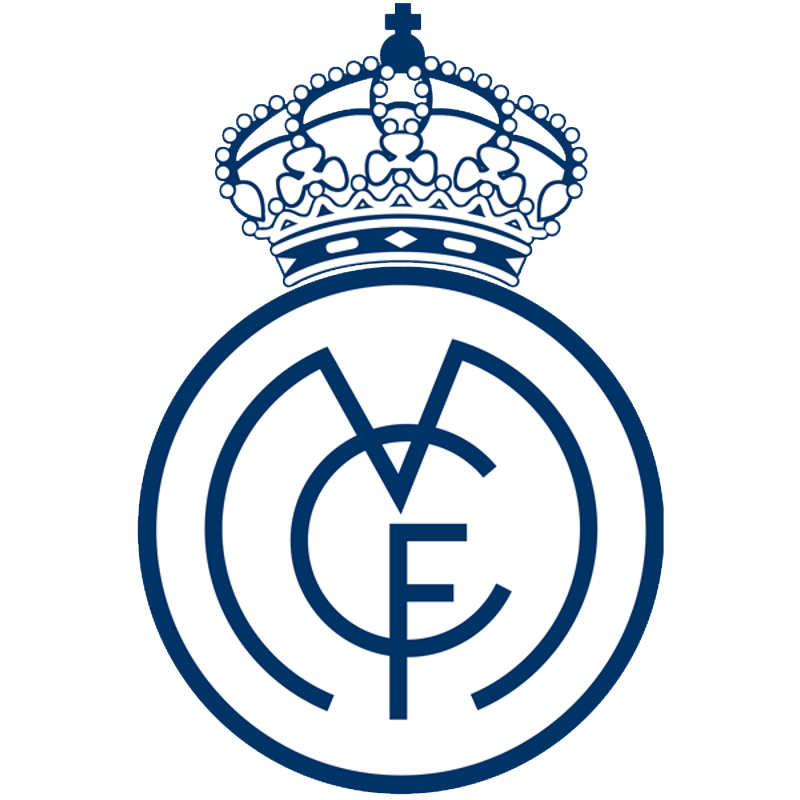
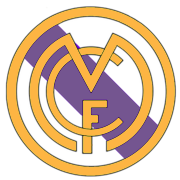

- Primer escut propi amb les inicials entrellaçades
(1900-08).
- L'escut del club inscrit en un cercle més estilitzat
(1908-20).
- Primer escut del club amb la corona reial atorgada
(1920-31).
- Apareix la banda en lloc de les al·lusions monàrquiques
(1931-40).

### Himne
L'himne del Reial Madrid cantat per José d'Aguilar va anar prenent forma en un tren que feia el trajecte Aranjuez-Madrid. Hi anaven Marino García i la seva senyora, Mercedes Amor Fariña, Antonio Villena Sánchez i el mestre Cisneros. A uns tovallons de paper del restaurant La Rana Verde es van posar les primeres notes del que seria l'himne del Reial Madrid. L'enregistrament es va fer a Discos Columbia sota els arranjaments i direcció del mestre Cisneros. Hi va anar el president Don Santiago Bernabéu en persona per veure l'enregistrament on van intervenir a part de José d'Aguilar, 32 músics d'aquella època que eren primeres figures, ja que entre ells hi havia catedràtics de conservatori i integrants de l'Orquestra Nacional d'Espanya. A aquest enregistrament hi estava Enrique García (violinista), que és el pare del director d'orquestra Enrique García Asensio.
| "Himne del Reial Madrid" |
| --- |
| De las glorias deportivas, que campean por España va el Madrid con su bandera, limpia y blanca que no empaña. Club castizo y generoso, todo nervio y corazón, veteranos y noveles, veteranos y noveles, miran siempre sus laureles con respeto y emoción. ¡Hala Madrid!, ¡Hala Madrid! Noble y bélico adalid, caballero del honor. ¡Hala Madrid!, ¡Hala Madrid! A triunfar en buena lid, defendiendo tu color ¡Hala Madrid!, ¡Hala Madrid!, ¡Hala Madrid! Enemigo en la contienda, cuando pierde da la mano sin envidias ni rencores, como bueno y fiel hermano. Los domingos por la tarde, caminando a Chamartín, las mocitas madrileñas, las mocitas madrileñas van alegres y risueñas porque hoy juega su Madrid ¡Hala Madrid!, ¡Hala Madrid! Noble y bélico adalid, caballero del honor. ¡Hala Madrid!, ¡Hala Madrid! A triunfar en buena lid, defendiendo tu color ¡Hala Madrid!, ¡Hala Madrid!, ¡Hala Madrid! |

El 2002, any del centenari del Reial Madrid, es va crear un segon himne compost per José María Cano i cantat per Plácido Domingo. Aquest himne no va substituir el primer, sinó que tots dos conviuen en l'actualitat com a himnes del Reial Madrid.
L'any 2005, amb motiu del rodatge de Real, la pel·lícula, José Mercé va versionar l'himne clàssic del Reial Madrid.
Per acabar, l'any 2014, coincidint amb l'obtenció de la desena Uefa Champions League, és compost per Plácido Domingo l'himne de la "dècima", titulat: "Hala Madrid y nada más". Encara que no sigui l'himne oficial, aquest pràcticament l'ha sobreescrit, ja que és el que l'afició acostuma a entonar i el que el club posa abans de l'inici de cada partit com a local.

### Merengues
El 1913 apareix per primer cop el sobrenom de "merengues" a la premsa madrilenya.

## Instal·lacions

### Estadi

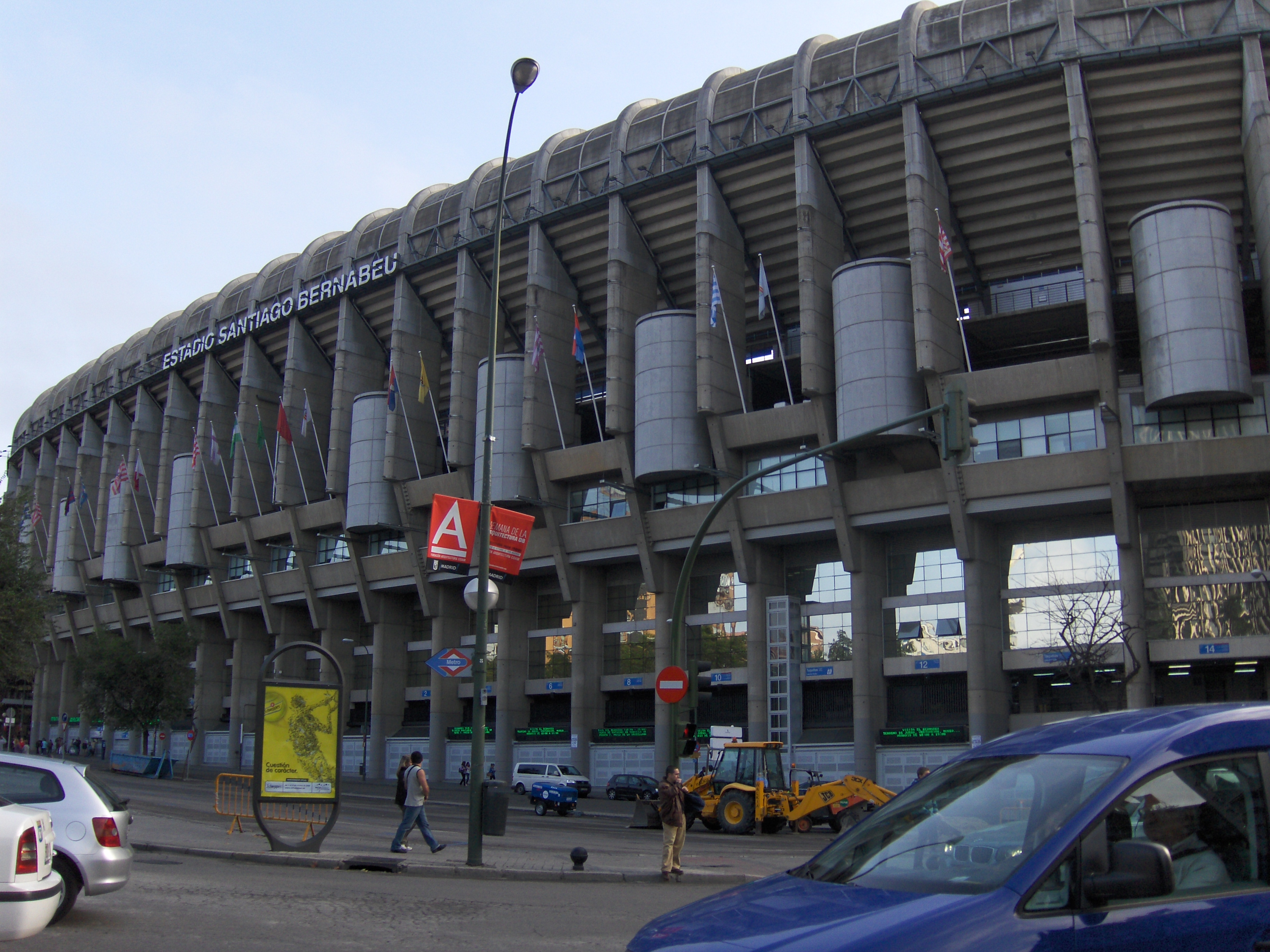
Estadi Santiago Bernabéu.

L'estadi del Reial Madrid és el Santiago Bernabéu, que és propietat del mateix club. Obra dels arquitectes Lluís Alemany Soler i Manuel Muñoz Monasterio, va ser inaugurat el 13 de desembre del 1947 i posseeix una capacitat de 80.354 espectadors, tots asseguts, i el terreny de joc té unes dimensions de 107 x 72 metres. L'estadi Santiago Bernabéu es troba al Passeig de la Castellana, al districte de Chamartín de la Rosa. Ocupa l'illa de cases delimitada pel Passeig de la Castellana i els carrers de Concha Espina, Padre Damián i Rafael Salgado, i posseeix un accés del Metro de Madrid propi, l'Estació Santiago Bernabéu, a la línia 10.
L'11 de febrer de 1982 s'estrenen els videomarcadors de l'estadi, sent el primer club del món en incorporar-los.

### Ciutat Esportiva
El 12 de maig del 2004 s'iniciaren les obres de la Ciudad Real Madrid als afores de Madrid, al Parque de Valdebebas. 120 hectàrees de terrenys de futbol i instal·lacions esportives per als equips de bàsquet i futbol i les seves categories inferiors.
Actualment ja estan acabats els camps d'entrenament del primer equip de futbol, i els terrenys de joc de les categories inferiors. També està enllestit el mini-estadi Alfredo Di Stéfano.

### Camps anteriors
Els antics camps del Reial Madrid són: Camp de l'Estrada, Hipódromo, Campo de la Avenida de la Plaza de Toros, Estadio de O'Donnell, Velódromo de la Ciudad Lineal i el vell estadi de Chamartín.
El 17 de maig del 1924 s'inaugura l'estadi de Chamartín.

## Jugadors
Categoria principal: Futbolistes del Reial Madrid CF

### Plantilla 2025-26
A 29 juliol 2025
| N. | Pos. | Nac. | Jugador                       |
| -- | ---- | --- | ----------------------------- |
| 1  | POR  | [[Fitxer:Flag of Belgium (civil).svg\|23x15px\|border \|alt=Bèlgica\|link=Selecció de futbol de Bèlgica\|{{#if:\|]]             | Thibaut Courtois              |
| 2  | DEF  | [[Fitxer:Flag of Spain.svg\|23x15px\|border \|alt=Espanya\|link=Selecció de futbol d'Espanya\|{{#if:\|]]                        | Dani Carvajal (capità)        |
| 3  | DEF  | [[Fitxer:Flag of Brazil.svg\|23x15px\|border \|alt=Brasil\|link=Selecció de futbol del Brasil\|{{#if:\|]]                       | Éder Militão                  |
| 4  | DEF  | [[Fitxer:Flag of Austria.svg\|23x15px\|border \|alt=Àustria\|link=Selecció de futbol d'Àustria\|{{#if:\|]]                      | David Alaba                   |
| 5  | MIG  | [[Fitxer:Flag of England.svg\|23x15px\|border \|alt=Anglaterra\|link=Selecció de futbol d'Anglaterra\|{{#if:\|]]                | Jude Bellingham               |
| 6  | MIG  | [[Fitxer:Flag of France (1794–1815, 1830–1974).svg\|23x15px\|border \|alt=França\|link=Selecció de futbol de França\|{{#if:\|]] | Eduardo Camavinga             |
| 7  | DAV  | [[Fitxer:Flag of Brazil.svg\|23x15px\|border \|alt=Brasil\|link=Selecció de futbol del Brasil\|{{#if:\|]]                       | Vinícius Júnior               |
| 8  | MIG  | [[Fitxer:Flag of Uruguay.svg\|23x15px\|border \|alt=Uruguai\|link=Selecció de futbol de l'Uruguai\|{{#if:\|]]                   | Federico Valverde (2n capità) |
| 10 | DAV  | [[Fitxer:Flag of France (1794–1815, 1830–1974).svg\|23x15px\|border \|alt=França\|link=Selecció de futbol de França\|{{#if:\|]] | Kylian Mbappé                 |
| 11 | DAV  | [[Fitxer:Flag of Brazil.svg\|23x15px\|border \|alt=Brasil\|link=Selecció de futbol del Brasil\|{{#if:\|]]                       | Rodrygo                       |
| 12 | DEF  | [[Fitxer:Flag of England.svg\|23x15px\|border \|alt=Anglaterra\|link=Selecció de futbol d'Anglaterra\|{{#if:\|]]                | Trent Alexander-Arnold        |
| 13 | POR  | [[Fitxer:Flag of Ukraine.svg\|23x15px\|border \|alt=Ucraïna\|link=Selecció de futbol d'Ucraïna\|{{#if:\|]]                      | Andriy Lunin                  |

| N. | Pos. | Nac. | Jugador             |
| -- | ---- | --- | ------------------- |
| 14 | MIG  | [[Fitxer:Flag of France (1794–1815, 1830–1974).svg\|23x15px\|border \|alt=França\|link=Selecció de futbol de França\|{{#if:\|]] | Aurélien Tchouaméni |
| 15 | MIG  | [[Fitxer:Flag of Turkey.svg\|23x15px\|border \|alt=Turquia\|link=Selecció de futbol de Turquia\|{{#if:\|]]                      | Arda Güler          |
| 16 | DAV  | [[Fitxer:Flag of Brazil.svg\|23x15px\|border \|alt=Brasil\|link=Selecció de futbol del Brasil\|{{#if:\|]]                       | Endrick             |
| 17 | DEF  | [[Fitxer:Flag of Spain.svg\|23x15px\|border \|alt=Espanya\|link=Selecció de futbol d'Espanya\|{{#if:\|]]                        | Raúl Asencio        |
| 18 | DEF  | [[Fitxer:Flag of Spain.svg\|23x15px\|border \|alt=Espanya\|link=Selecció de futbol d'Espanya\|{{#if:\|]]                        | Álvaro Carreras     |
| 19 | MIG  | [[Fitxer:Flag of Spain.svg\|23x15px\|border \|alt=Espanya\|link=Selecció de futbol d'Espanya\|{{#if:\|]]                        | Dani Ceballos       |
| 20 | DEF  | [[Fitxer:Flag of Spain.svg\|23x15px\|border \|alt=Espanya\|link=Selecció de futbol d'Espanya\|{{#if:\|]]                        | Fran García         |
| 21 | DAV  | [[Fitxer:Flag of Morocco.svg\|23x15px\|border \|alt=Marroc\|link=Selecció de futbol del Marroc\|{{#if:\|]]                      | Brahim Díaz         |
| 22 | DEF  | [[Fitxer:Flag of Germany.svg\|23x15px\|border \|alt=Alemanya\|link=Selecció de futbol d'Alemanya\|{{#if:\|]]                    | Antonio Rüdiger     |
| 23 | DEF  | [[Fitxer:Flag of France (1794–1815, 1830–1974).svg\|23x15px\|border \|alt=França\|link=Selecció de futbol de França\|{{#if:\|]] | Ferland Mendy       |
| 24 | DEF  | [[Fitxer:Flag of Spain.svg\|23x15px\|border \|alt=Espanya\|link=Selecció de futbol d'Espanya\|{{#if:\|]]                        | Dean Huijsen        |

Els equips de la lliga espanyola estan limitats a tenir en la plantilla un màxim de tres jugadors sense passaport de la Unió Europea. La llista inclou només la principal nacionalitat de cada jugador, o aquella que correspongui a la selecció amb la qual juga internacionalment; alguns jugadors no europeus tenen doble nacionalitat d'algun país de la UE:

### Equip tècnic
| Position                            | Staff                |
| ----------------------------------- | -------------------- |
| Head coach                          | Xabi Alonso          |
| Assistant coach                     | Sebas Parrilla       |
| Assistant technical & fitness coach | Ismael Camenforte    |
| Performance manager                 | Antonio Pintus       |
| Technical assistant coach           | Alberto Encinas      |
| Technical analyst                   | Beñat Labaien        |
| Goalkeeping coach                   | Luis Llopis          |
| Recovery specialist                 | José Carlos Parrales |

- Last updated: 1 juny 2025
- Source:[21]

### Jugadors històrics destacats
- Sotero Aranguren
- Santiago Bernabéu
- Gaspar Rubio
- Ricard Zamora
- Manuel Olivares
- Jacinto Quincoces
- Luis Molowny
- Pahiño
- Miguel Muñoz
- José María Zárraga
- Santamaría
- Alfredo Di Stéfano
- Paco Gento
- Ferenc Puskas
- Raymond Kopa
- Héctor Rial
- Ignacio Zoco
- Velázquez
- Ramón Grosso
- Amancio Amaro
- Pirri
- Vicente del Bosque
- García Remón
- Gregorio Benito
- José Antonio Camacho
- Paul Breitner
- Santillana
- Juanito
- Ricardo Gallego
- Rafael Gordillo
- Chendo
- Jorge Valdano
- Bernd Schuster
- Emilio Butragueño
- Hugo Sánchez
- Míchel
- Paco Buyo
- Michael Laudrup
- Iván Zamorano
- Manuel Sanchís
- Gheorghe Hagi
- Fernando Hierro
- Fernando Redondo
- Davor Šuker
- Predrag Mijatović
- Fernando Morientes
- Clarence Seedorf
- Steve McManaman
- Raúl González
- Roberto Carlos
- Guti
- Claude Makelélé
- Luís Figo
- Iker Casillas
- Zinédine Zidane
- Ronaldo
- David Beckham
- Sergio Ramos
- Ruud van Nistelrooy
- Fabio Cannavaro
- Arjen Robben
- Wesley Sneijder
- Xabi Alonso
- Kaká
- Cristiano Ronaldo
- Ángel di María

## Entrenadors destacats
- Arthur Johnson 1910 - 1920
- Francesc Bru 1934 - 1941
- Héctor Scarone 1951 - 1952
- Enrique Fernández 1953 - 1954
- José Villalonga 1955 - 1957
- Luis Carniglia 1957 - 1959
- Manuel Fleitas 1959 - 1960
- Miguel Muñoz 1960 - 1973
- Miljan Miljanić 1974 - 1977
- Luis Molowny 1977 - 1979
- Vujadin Boškov 1979 - 1982
- Alfredo Di Stéfano 1982 - 1984
- Amancio Amaro 1984 - 1985
- Leo Beenhakker 1986 - 1989
- John Toshack 1989 - 1990
- Alfredo Di Stéfano 1990 - 1991
- Radomir Antić 1991 - 1992
- Benito Floro 1992 - 1993
- Jorge Valdano 1994 - 1995
- Fabio Capello 1996 - 1997
- Jupp Heynckes 1997 - 1998
- Guus Hiddink 1998 - 1999
- Vicente del Bosque 1999 - 2003
- Carlos Queiroz 2003 - 2004
- Vanderlei Luxemburgo 2004 - 2005
- Fabio Capello 2006 - 2007
- Bernd Schuster 2007 - 2008
- Juande Ramos 2008 - 2009
- Manuel Pellegrini 2009 - 2010
- José Mourinho 2010 - 2013
- Carlo Ancelotti 2013 - 2015
- Rafa Benítez 2015 - 2016
- Zinédine Zidane 2016 - 2018
- Julen Lopetegui (12 de juny - 29 d'octubre)
  Santiago Hernán Solari (29 d'octubre - 11 de març)
 Zinédine Zidane (11 de març - 30 de juny) 2018 - 2019
- Zinédine Zidane 2019 - 2021
- Carlo Ancelotti 2021 - 2025
- Xabi Alonso 2025 -

## Estructura organitzativa

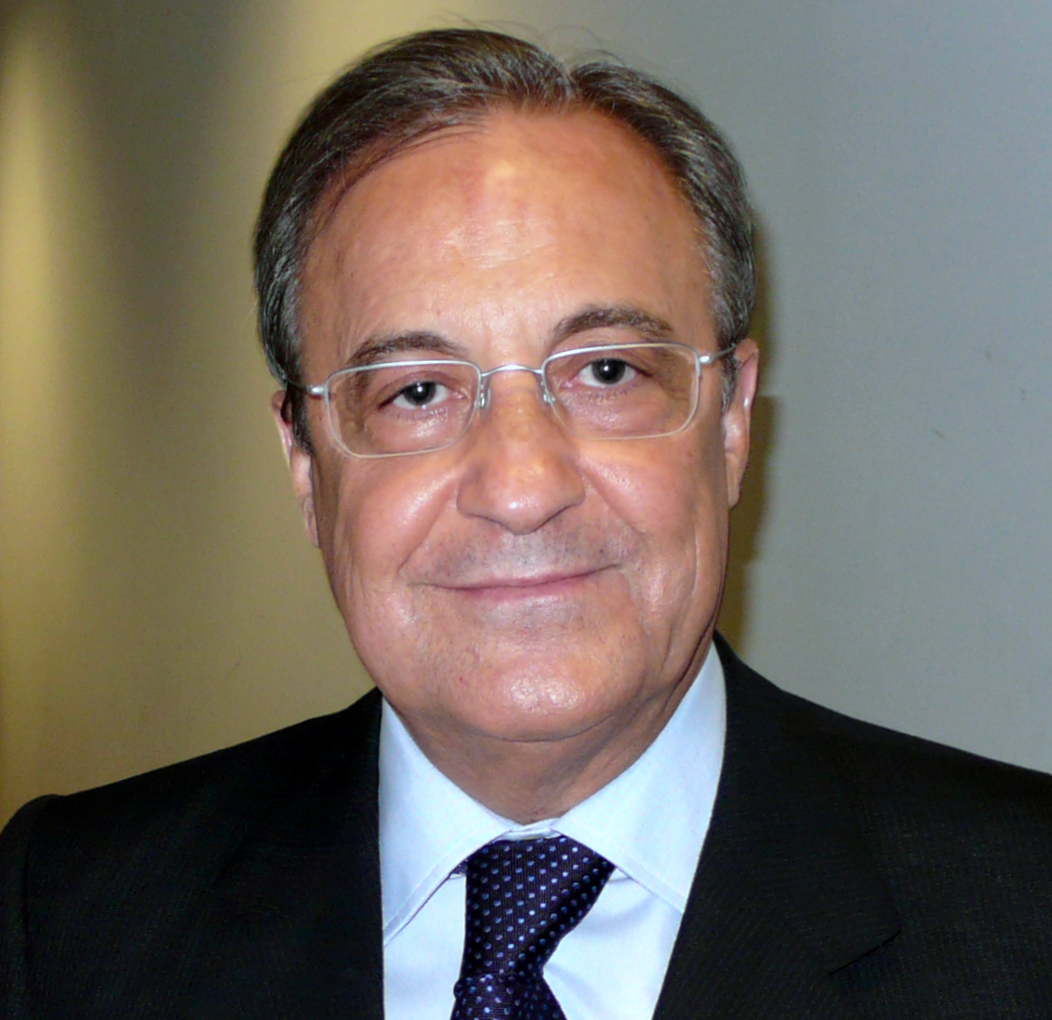
L'actual president, Florentino Pérez Rodríguez.

- President: Florentino Pérez Rodríguez[22]
- President d'Honor: Francisco Gento
- Vicepresidents:
  - Fernando Fernández Tapias
  - Eduardo Fernández de Blas
  - Pedro López Jiménez
- Secretari:
  - Enrique Sánchez González
- Vocals:
  - Ángel Luis Heras Aguado
  - Santiago Aguado García
  - Luis Gómez-Montejano y Arroyo
  - Jerónimo Farré Muncharaz
  - Enrique Pérez Rodríguez
  - Manuel Cerezo Velázquez
  - José Sánchez Bernal
  - Luis Blasco Bosqued
  - Gumersindo Santamaría Gil
  - Raúl Ronda Ortiz
  - José Manuel Otero Lastres
  - Nicolás Martín-Sanz García
- Director General:[23] José Ángel Sánchez
- Direcció del Gabinet de Presidència: Manuel Redondo
- Director de l'Àrea Social: José Luis Sánchez
- Director de Relacions Institucionals: Emilio Butragueño
- Director de l'Assessoria Jurídica: Javier López Farré
- Director de Futbol: Miguel Pardeza
- Director de la secció de bàsquet: Juan Carlos Sánchez-Lázaro
- Director Econòmic: Julio Esquerdeiro
- Director de Futbol del primer equip: Santiago Solari

### Llista de presidents del club
| - Julián Palacios 1900 -1902 - Joan Padrós 1902 - 1904 - Carles Padrós 1904 - 1908 - Adolfo Meléndez 1908 - 16, 1939 - 40 - Pedro Parages 1916 - 1925 - Luis d'Urquijo 1926 - 1929 - Luis Usera 1929 - 1935 - Rafael Sanchez 1935 - 1939 - Antonio Santos 1940 - 1943 |  | - Santiago Bernabéu 1943 - 1978 - Luis de Carlos 1978 - 1985 - Ramón Mendoza 1985 - 1995 - Lorenzo Sanz 1995 - 2000 - Florentino Pérez 2000 - 2006 - Fernando Martín 2006 (27 de febrer - 26 d'abril) - Luis Gómez-Montejano 2006 (26 d'abril - 2 de juliol) - Ramón Calderón 2006 - 2009 - Vicente Boluda 2009 - Florentino Pérez 2009 - |

## Palmarès

### Títols destacats

#### Títols nacionals (71)
- 36 Lligues: 1931/32, 1932/33, 1953/54, 1954/55, 1956/57, 1957/58, 1960/61, 1961/62, 1962/63, 1963/64, 1964/65, 1966/67, 1967/68, 1968/69, 1971/72, 1974/75, 1975/76, 1977/78, 1978/79, 1979/80, 1985/86, 1986/87, 1987/88, 1988/89, 1989/90, 1994/95, 1996/97, 2000/01, 2002/03, 2006/07, 2007/08, 2011/12, 2016/17, 2019/20, 2021/22 i 2023/24
- 20 Copes del Rei: 1904-05, 1905-06, 1906-07, 1907-08, 1916-17, 1933-34, 1935-36, 1945-46, 1946-47, 1961-62, 1969-70, 1973-74, 1974-75, 1979-80, 1981-82, 1988-89, 1992-93, 2010-11, 2013-14, 2022-23
- 13 Supercopes d'Espanya: 1988, 1989, 1990, 1993, 1997, 2001, 2003, 2008, 2012, 2017, 2019-20, 2022 i 2024
- 1 Copa de la Lliga: 1984-85
- 1 Copa Eva Duarte: 1947

#### Títols internacionals (37)

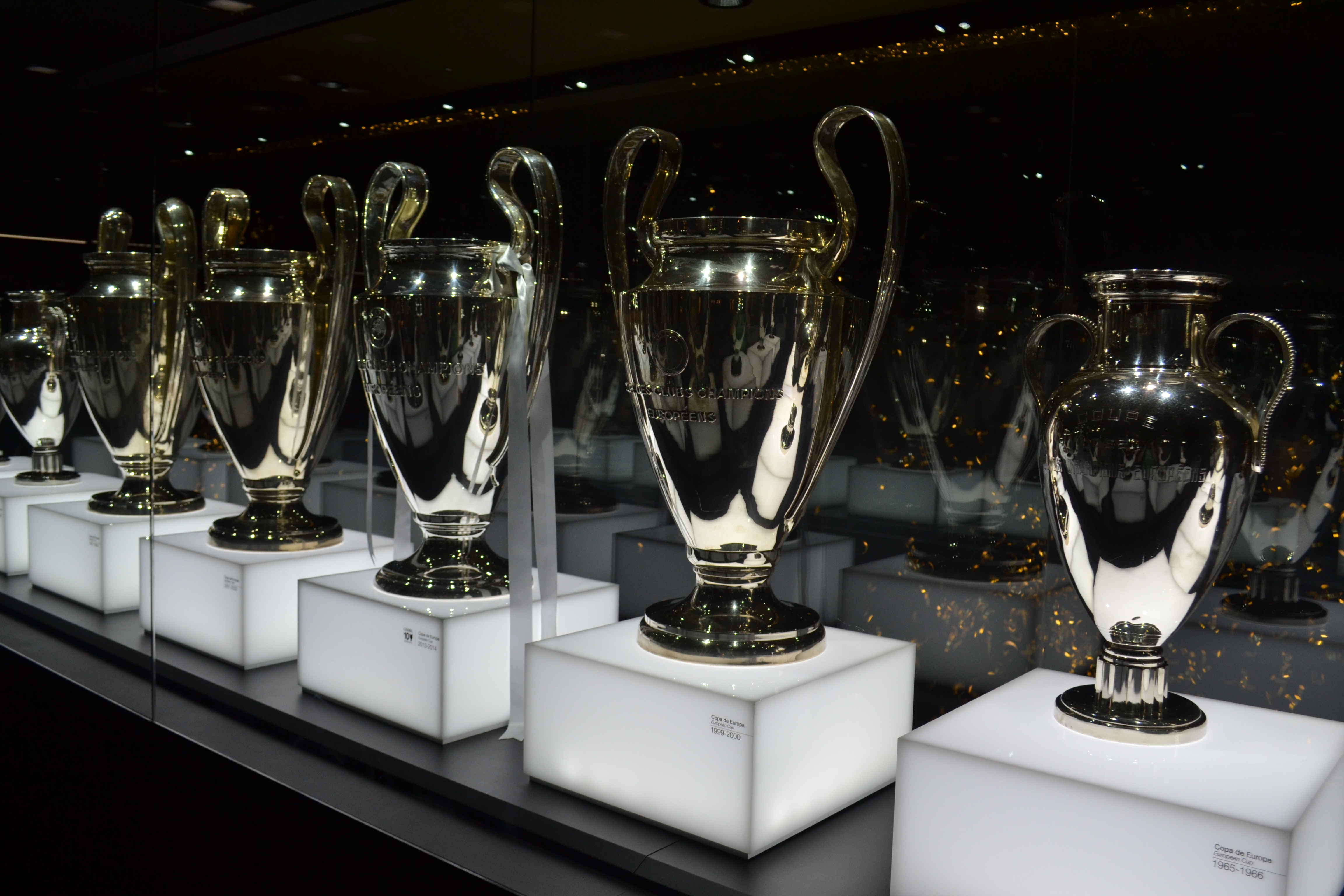
Copes d'Europa del club.

- 15 Copes d'Europa: 1955/56, 1956/57, 1957/58, 1958/59, 1959/60, 1965/66, 1997/98, 1999/00, 2001/02, 2013/14, 2015/16, 2016/17, 2017/18, 2021/22, 2023/24

Després de guanyar-la 5 vegades seguides, té la Copa d'Europa en propietat i el dret a portar a la màniga esquerra de la seva equipació un cercle blau (UEFA badge of honour) on es mostra la copa i damunt d'aquesta, el nombre de cops que s'ha guanyada.
- 2 Copes de la UEFA: 1984-85, 1985-86
- 6 Supercopes d'Europa: 2002, 2014, 2016, 2017, 2022, 2024
- 3 Copes Intercontinentals: 1960, 1998, 2002
- 5 Campionats del Món de Clubs: 2014, 2016, 2017, 2018, 2022
- 1 Copa Intercontinental de la FIFA: 2024
- 1 Copa Iberoamericana: 1994
- 2 Copes Llatines: 1955, 1957
- 2 Petita Copa del Món: 1952, 1956

### Altres títols

#### Campionats regionals (24)
- Campionat de Madrid (6): 1902/03 (com a Moderno FC),[25] 1904/05, 1905/06, 1906/07, 1907/08 i 1912/13
- Campionat Regional de Madrid (12): 1915/16, 1916/17, 1917/18, 1919/20, 1921/22, 1922/23, 1923/24, 1925/26, 1926/27, 1928/29, 1929/30, i 1930/31
- Campionat Regional Mancomunat (5): 1931-32, 1932-33, 1933-34, 1934-35 i 1935-36

### Golejades
Golejades més grans en partit oficial.
- Major victòria com a local a la Lliga

| Reial Madrid | 11–2 | Elx CF |
| ------------ | ---- | ------ |
|              |      |        |

 Santiago Bernabéu, (Madrid)        
- Major victòria com a visitant a la Lliga

| Reial Saragossa | 1–8 | Reial Madrid |
| --------------- | --- | ------------ |
|                 |     |              |

 La Romareda, (Saragossa)        
- Major victòria com a local a la Copa d'Europa

| Reial Madrid | 9–0 | Odense B1913 |
| ------------ | --- | ------------ |
|              |     |              |

 Santiago Bernabéu, (Madrid)        
- Major victòria com a visitant a la Copa d'Europa

| FC Progrès Niedercorn | 0–7 | Reial Madrid |
| --------------------- | --- | ------------ |
|                       |     |              |

 Stade Jos Haupert, Niederkorn, (Luxemburg)        
- Major derrota com a local a la Lliga

| Reial Madrid | 0–6 | Athletic Club |
| ------------ | --- | ------------- |
|              |     |               |

 Estadi de Chamartín, (Madrid)        
- Major derrota com a visitant a la Lliga

| RCD Espanyol | 8–1 | Reial Madrid |
| ------------ | --- | ------------ |
|              |     |              |

 Estadi de Sarrià, (Barcelona)        
- Major derrota com a local a la Copa d'Europa

| Reial Madrid | 0–3 | CSKA Moscou |
| ------------ | --- | ----------- |
|              |     |             |

 Santiago Bernabéu, (Madrid)        
- Major derrota com a visitant a la Copa d'Europa

| AC Milan | 5–0 | Reial Madrid |
| -------- | --- | ------------ |
|          |     |              |

 Estadi Giuseppe Meazza, (Milà)        

### Distincions individuals
| - Manuel Olivares 1932-33 - Pahíño 1951-52 - Alfredo di Stéfano 1953-54, 1955-56, 1956-57, 1957-58, 1958-59 - Ferenc Puskás 1959-60, 1960-61, 1962-63, 1963-64 - Amancio 1968-69, 1969-70 - Juanito 1983-84 - Hugo Sánchez 1985-86, 1986-87, 1987-88, 1989-90 - Emilio Butragueño 1990-91 - Iván Zamorano 1994-95 - Raúl 1998-99, 2000-01 - Ronaldo 2003-04 - Ruud van Nistelrooy 2006-07 - Cristiano Ronaldo 2010-11, 2013-14, 2014-15 - Karim Benzema 2021-22 | - Ricard Zamora 1931-32, 1932-33 - José Bañón 1945-46 - Juanito Alonso 1954-55 - Vicente Traín 1960-61, 1962-63, 1963-64 - Araquistain 1961-62 - Betancort 1964-65, 1966-67 - Junquera 1967-68 - García Remón 1972-73 - Miguel Ángel 1975-76 - Agustín 1982-83 - Buyo 1987-88, 1991-92 - Iker Casillas 2007-08 - Thibaut Courtois 2019-20 |

| - Alfredo Di Stéfano 1957, 1959 - Raymond Kopa 1958 - Luis Figo 2000 - Ronaldo 2002 - Fabio Cannavaro 2006 - Cristiano Ronaldo 2013, 2014, 2016, 2017 - Luka Modrić 2018 - Karim Benzema 2022 - Luis Figo 2001 - Ronaldo 2002 - Zinédine Zidane 2003 - Fabio Cannavaro 2006 | - Hugo Sánchez 1990 - Cristiano Ronaldo 2010-11, 2013-14, 2014-15 - Zinédine Zidane 1998, 2000, 2001 - Ronaldo 2002 - Cristiano Ronaldo 2017 - Karim Benzema 2021, 2022 - Luis Figo 2000 - Ronaldo 2002 - Fabio Cannavaro 2006 - Cristiano Ronaldo 2013, 2014, 2016, 2017 - Luka Modrić 2018 - Emilio Butragueño 1985, 1986 - Íker Casillas 2000 |

### Altres guardons
- Gran Creu de l'orde Imperial del Jou i les Fletxes - "Por su primer gran éxito allende de nuestras fronteras" en assolir la Copa Llatina (1955)[27]

## Classificació a la Lliga per temporades
| - 1928-29 1a Divisió 2n - 1929-30 1a Divisió 5è - 1930-31 1a Divisió 6è - 1931-32 1a Divisió 1r - 1932-33 1a Divisió 1r - 1933-34 1a Divisió 2n - 1934-35 1a Divisió 2n - 1935-36 1a Divisió 2n - 1936-39 Sense competició - 1939-40 1a Divisió 4t - 1940-41 1a Divisió 6è - 1941-42 1a Divisió 2n - 1942-43 1a Divisió 10è - 1943-44 1a Divisió 7è - 1944-45 1a Divisió 2n - 1945-46 1a Divisió 4t - 1946-47 1a Divisió 7è - 1947-48 1a Divisió 11è - 1948-49 1a Divisió 3r - 1949-50 1a Divisió 4t | - 1950-51 1a Divisió 9è - 1951-52 1a Divisió 3r - 1952-53 1a Divisió 3r - 1953-54 1a Divisió 1r - 1954-55 1a Divisió 1r - 1955-56 1a Divisió 3r - 1956-57 1a Divisió 1r - 1957-58 1a Divisió 1r - 1958-59 1a Divisió 2n - 1959-60 1a Divisió 2n - 1960-61 1a Divisió 1r - 1961-62 1a Divisió 1r - 1962-63 1a Divisió 1r - 1963-64 1a Divisió 1r - 1964-65 1a Divisió 1r - 1965-66 1a Divisió 2n - 1966-67 1a Divisió 1r - 1967-68 1a Divisió 1r - 1968-69 1a Divisió 1r - 1969-70 1a Divisió 6è | - 1970-71 1a Divisió 4t - 1971-72 1a Divisió 1r - 1972-73 1a Divisió 4t - 1973-74 1a Divisió 8è - 1974-75 1a Divisió 1r - 1975-76 1a Divisió 1r - 1976-77 1a Divisió 9è - 1977-78 1a Divisió 1r - 1978-79 1a Divisió 1r - 1979-80 1a Divisió 1r - 1980-81 1a Divisió 2n - 1981-82 1a Divisió 3r - 1982-83 1a Divisió 2n - 1983-84 1a Divisió 2n - 1984-85 1a Divisió 5è - 1985-86 1a Divisió 1r - 1986-87 1a Divisió 1r - 1987-88 1a Divisió 1r - 1988-89 1a Divisió 1r - 1989-90 1a Divisió 1r | - 1990-91 1a Divisió 3r - 1991-92 1a Divisió 2n - 1992-93 1a Divisió 2n - 1993-94 1a Divisió 4r - 1994-95 1a Divisió 1r - 1995-96 1a Divisió 6è - 1996-97 1a Divisió 1r - 1997-98 1a Divisió 4r - 1998-99 1a Divisió 2n - 1999-00 1a Divisió 5è - 2000-01 1a Divisió 1r - 2001-02 1a Divisió 3r - 2002-03 1a Divisió 1r - 2003-04 1a Divisió 4t - 2004-05 1a Divisió 2n - 2005-06 1a Divisió 2n - 2006-07 1a Divisió 1r - 2007-08 1a Divisió 1r - 2008-09 1a Divisió 2n - 2009-10 1a Divisió 2n | - 2010-11 1a Divisió 2n - 2011-12 1a Divisió 1r - 2012-13 1a Divisió 2n - 2013-14 1a Divisió 3r - 2014-15 1a Divisió 2n - 2015-16 1a Divisió 2n - 2016-17 1a Divisió 1r - 2017-18 1a Divisió 3r - 2018-19 1a Divisió 3r - 2019-20 1a Divisió 1r - 2020-21 1a Divisió 2n - 2021-22 1a Divisió 1r - 2022-23 1a Divisió 2n - 2023-24 1a Divisió 1r - 2024-25 1a Divisió |

Copa Intercontinental

Campionat del Món de Clubs

 Champions League

 Supercopa d'Europa

Lliga Europa de la UEFA

 Petita Copa del Món

 Lliga espanyola

 Copa del Rei

 Supercopa d'Espanya

 Copa de la Lliga

## Trajectòria a les competicions internacionals per temporades
- ¹  Fase de grups. Equip eliminat millor posicionat en cas de classificació, equip classificat peor posicionat en cas d'eliminació.

| Copa Intercontinental / Mundial de Clubs       | Copa Intercontinental / Mundial de Clubs | Copa Intercontinental / Mundial de Clubs | Copa Intercontinental / Mundial de Clubs | Copa Intercontinental / Mundial de Clubs | Copa Intercontinental / Mundial de Clubs | Copa Intercontinental / Mundial de Clubs | Copa Intercontinental / Mundial de Clubs | Copa Intercontinental / Mundial de Clubs | Copa Intercontinental / Mundial de Clubs | Copa Intercontinental / Mundial de Clubs | Copa Intercontinental / Mundial de Clubs | Copa Intercontinental / Mundial de Clubs | Copa Intercontinental / Mundial de Clubs | Copa Intercontinental / Mundial de Clubs | Copa Intercontinental / Mundial de Clubs | Copa Intercontinental / Mundial de Clubs | Copa Intercontinental / Mundial de Clubs | Copa Intercontinental / Mundial de Clubs | Copa Intercontinental / Mundial de Clubs |
| Edició                                         |                                          |                                          |                                          |                                          |                                          |                                          |                                          |                                          |                                          |                                          |                                          |                                          | Quarts                                   | Semifinals                               | Final / 3r lloc                          |                                          |                                          |                                          |                                          |
| ---------------------------------------------- | ---------------------------------------- | ---------------------------------------- | ---------------------------------------- | ---------------------------------------- | ---------------------------------------- | ---------------------------------------- | ---------------------------------------- | ---------------------------------------- | ---------------------------------------- | ---------------------------------------- | ---------------------------------------- | ---------------------------------------- | ---------------------------------------- | ---------------------------------------- | ---------------------------------------- | ---------------------------------------- | ---------------------------------------- | ---------------------------------------- | ---------------------------------------- |
| 59/60                                          |                                          |                                          |                                          |                                          |                                          |                                          |                                          |                                          |                                          |                                          |                                          |                                          |                                          |                                          | CA Peñarol                               |                                          |                                          |                                          |                                          |
| 66/67                                          |                                          |                                          |                                          |                                          |                                          |                                          |                                          |                                          |                                          |                                          |                                          |                                          |                                          |                                          | CA Peñarol                               |                                          |                                          |                                          |                                          |
| 98/99                                          |                                          |                                          |                                          |                                          |                                          |                                          |                                          |                                          |                                          |                                          |                                          |                                          |                                          |                                          | V. da Gama                               |                                          |                                          |                                          |                                          |
| 99/00                                          |                                          |                                          |                                          |                                          |                                          |                                          |                                          |                                          |                                          |                                          |                                          |                                          | Corinthians ¹                            |                                          | Necaxa                                   |                                          |                                          |                                          |                                          |
| 00/01                                          |                                          |                                          |                                          |                                          |                                          |                                          |                                          |                                          |                                          |                                          |                                          |                                          |                                          |                                          | Boca                                     |                                          |                                          |                                          |                                          |
| 02/03                                          |                                          |                                          |                                          |                                          |                                          |                                          |                                          |                                          |                                          |                                          |                                          |                                          |                                          |                                          | Olimpia                                  |                                          |                                          |                                          |                                          |
| 14/15                                          |                                          |                                          |                                          |                                          |                                          |                                          |                                          |                                          |                                          |                                          |                                          |                                          |                                          | Cruz Azul                                | S. Lorenzo                               |                                          |                                          |                                          |                                          |
| 16/17                                          |                                          |                                          |                                          |                                          |                                          |                                          |                                          |                                          |                                          |                                          |                                          |                                          |                                          | América                                  | Antlers                                  |                                          |                                          |                                          |                                          |
| 17/18                                          |                                          |                                          |                                          |                                          |                                          |                                          |                                          |                                          |                                          |                                          |                                          |                                          |                                          | Al-Jazira SC                             | Grêmio                                   |                                          |                                          |                                          |                                          |
| 18/19                                          |                                          |                                          |                                          |                                          |                                          |                                          |                                          |                                          |                                          |                                          |                                          |                                          |                                          | Antlers                                  | Al-Ain                                   |                                          |                                          |                                          |                                          |
| 22/23                                          |                                          |                                          |                                          |                                          |                                          |                                          |                                          |                                          |                                          |                                          |                                          |                                          |                                          | Al-Ahly                                  | Al-Hilal                                 |                                          |                                          |                                          |                                          |
| 24/25                                          |                                          |                                          |                                          |                                          |                                          |                                          |                                          |                                          |                                          |                                          |                                          |                                          |                                          |                                          | CF Pachuca                               |                                          |                                          |                                          |                                          |
| Supercopa d'Europa                             |                                          |                                          |                                          |                                          |                                          |                                          |                                          |                                          |                                          |                                          |                                          |                                          |                                          |                                          |                                          |                                          |                                          |                                          |                                          |
| Edició                                         |                                          |                                          |                                          |                                          |                                          |                                          |                                          |                                          |                                          |                                          |                                          |                                          |                                          |                                          | Final                                    |                                          |                                          |                                          |                                          |
| 98/99                                          |                                          |                                          |                                          |                                          |                                          |                                          |                                          |                                          |                                          |                                          |                                          |                                          |                                          |                                          | Chelsea FC                               |                                          |                                          |                                          |                                          |
| 00/01                                          |                                          |                                          |                                          |                                          |                                          |                                          |                                          |                                          |                                          |                                          |                                          |                                          |                                          |                                          | Galatasaray                              |                                          |                                          |                                          |                                          |
| 02/03                                          |                                          |                                          |                                          |                                          |                                          |                                          |                                          |                                          |                                          |                                          |                                          |                                          |                                          |                                          | Feyenoord                                |                                          |                                          |                                          |                                          |
| 14/15                                          |                                          |                                          |                                          |                                          |                                          |                                          |                                          |                                          |                                          |                                          |                                          |                                          |                                          |                                          | Sevilla FC                               |                                          |                                          |                                          |                                          |
| 16/17                                          |                                          |                                          |                                          |                                          |                                          |                                          |                                          |                                          |                                          |                                          |                                          |                                          |                                          |                                          | Sevilla FC                               |                                          |                                          |                                          |                                          |
| 17/18                                          |                                          |                                          |                                          |                                          |                                          |                                          |                                          |                                          |                                          |                                          |                                          |                                          |                                          |                                          | Manchester United FC                     |                                          |                                          |                                          |                                          |
| 18/19                                          |                                          |                                          |                                          |                                          |                                          |                                          |                                          |                                          |                                          |                                          |                                          |                                          |                                          |                                          | Atlético                                 |                                          |                                          |                                          |                                          |
| 22/23                                          |                                          |                                          |                                          |                                          |                                          |                                          |                                          |                                          |                                          |                                          |                                          |                                          |                                          |                                          | Eintracht F.                             |                                          |                                          |                                          |                                          |
| 24/25                                          |                                          |                                          |                                          |                                          |                                          |                                          |                                          |                                          |                                          |                                          |                                          |                                          |                                          |                                          | Atalanta BC                              |                                          |                                          |                                          |                                          |
| Copa d'Europa / Lliga de Campions              |                                          |                                          |                                          |                                          |                                          |                                          |                                          |                                          |                                          |                                          |                                          |                                          |                                          |                                          |                                          |                                          |                                          |                                          |                                          |
| Edició                                         | Fases prèvies                            | Fases prèvies                            | Fases prèvies                            | Fases prèvies                            | Fases prèvies                            | Fases prèvies                            | Fases prèvies                            | Fases prèvies                            | Fases prèvies                            | Fases prèvies                            | Setzens                                  | Vuitens                                  | Quarts                                   | Semifinals                               | Final                                    |                                          |                                          |                                          |                                          |
| 55/56                                          |                                          |                                          |                                          |                                          |                                          |                                          |                                          |                                          |                                          |                                          |                                          | Servette FC                              | FK Partizan                              | AC Milan                                 | Reims                                    |                                          |                                          |                                          |                                          |
| 56/57                                          |                                          |                                          |                                          |                                          |                                          |                                          |                                          |                                          |                                          |                                          |                                          | Rapid                                    | OGC Nice                                 | M. United                                | Fiorentina                               |                                          |                                          |                                          |                                          |
| 57/58                                          |                                          |                                          |                                          |                                          |                                          |                                          |                                          |                                          |                                          |                                          |                                          | Antwerp                                  | Sevilla FC                               | Vasas                                    | AC Milan                                 |                                          |                                          |                                          |                                          |
| 58/59                                          |                                          |                                          |                                          |                                          |                                          |                                          |                                          |                                          |                                          |                                          |                                          | Besiktas                                 | Viena                                    | Atlètic                                  | Reims                                    |                                          |                                          |                                          |                                          |
| 59/60                                          |                                          |                                          |                                          |                                          |                                          |                                          |                                          |                                          |                                          |                                          |                                          | Jeunesse                                 | OGC Nice                                 | FC Barcelona                             | Eintracht F.                             |                                          |                                          |                                          |                                          |
| 60/61                                          |                                          |                                          |                                          |                                          |                                          |                                          |                                          |                                          |                                          |                                          |                                          | FC Barcelona                             |                                          |                                          |                                          |                                          |                                          |                                          |                                          |
| 61/62                                          |                                          |                                          |                                          |                                          |                                          |                                          |                                          |                                          |                                          |                                          | Vasas                                    | BK 1913                                  | Juventus FC                              | Standard                                 | Benfica                                  |                                          |                                          |                                          |                                          |
| 62/63                                          |                                          |                                          |                                          |                                          |                                          |                                          |                                          |                                          |                                          |                                          | RSC Anderlecht                           |                                          |                                          |                                          |                                          |                                          |                                          |                                          |                                          |
| 63/64                                          |                                          |                                          |                                          |                                          |                                          |                                          |                                          |                                          |                                          |                                          | Rangers                                  | Dinamo                                   | AC Milan                                 | FC Zürich                                | Internazionale                           |                                          |                                          |                                          |                                          |
| 64/65                                          |                                          |                                          |                                          |                                          |                                          |                                          |                                          |                                          |                                          |                                          | BK 1909                                  | Dukla                                    | Benfica                                  |                                          |                                          |                                          |                                          |                                          |                                          |
| 65/66                                          |                                          |                                          |                                          |                                          |                                          |                                          |                                          |                                          |                                          |                                          | Feyenoord                                | Kilmarnock                               | RSC Anderlecht                           | Internazionale                           | FK Partizan                              |                                          |                                          |                                          |                                          |
| 66/67                                          |                                          |                                          |                                          |                                          |                                          |                                          |                                          |                                          |                                          |                                          |                                          | Munich                                   | Internazionale                           |                                          |                                          |                                          |                                          |                                          |                                          |
| 67/68                                          |                                          |                                          |                                          |                                          |                                          |                                          |                                          |                                          |                                          |                                          | Ajax                                     | Hvidovre                                 | Sparta                                   | M. United                                |                                          |                                          |                                          |                                          |                                          |
| 68/69                                          |                                          |                                          |                                          |                                          |                                          |                                          |                                          |                                          |                                          |                                          | AEL                                      | Rapid                                    |                                          |                                          |                                          |                                          |                                          |                                          |                                          |
| 69/70                                          |                                          |                                          |                                          |                                          |                                          |                                          |                                          |                                          |                                          |                                          | Olympiakos                               | Standard                                 |                                          |                                          |                                          |                                          |                                          |                                          |                                          |
| 72/73                                          |                                          |                                          |                                          |                                          |                                          |                                          |                                          |                                          |                                          |                                          | Keflavík                                 | Arges                                    | Dynamo                                   | Ajax                                     |                                          |                                          |                                          |                                          |                                          |
| 75/76                                          |                                          |                                          |                                          |                                          |                                          |                                          |                                          |                                          |                                          |                                          | Dinamo                                   | Derby                                    | Borussia M.                              | Bayern                                   |                                          |                                          |                                          |                                          |                                          |
| 76/77                                          |                                          |                                          |                                          |                                          |                                          |                                          |                                          |                                          |                                          |                                          | Stal M.                                  | Brugge                                   |                                          |                                          |                                          |                                          |                                          |                                          |                                          |
| 78/79                                          |                                          |                                          |                                          |                                          |                                          |                                          |                                          |                                          |                                          |                                          | Progrès                                  | Grasshoppers                             |                                          |                                          |                                          |                                          |                                          |                                          |                                          |
| 79/80                                          |                                          |                                          |                                          |                                          |                                          |                                          |                                          |                                          |                                          |                                          | Levski                                   | FC Porto                                 | Celtic                                   | Hamburg                                  |                                          |                                          |                                          |                                          |                                          |
| 80/81                                          |                                          |                                          |                                          |                                          |                                          |                                          |                                          |                                          |                                          |                                          | Limerick FC                              | Honvéd                                   | Spartak M.                               | Internazionale                           | Liverpool FC                             |                                          |                                          |                                          |                                          |
| 86/87                                          |                                          |                                          |                                          |                                          |                                          |                                          |                                          |                                          |                                          |                                          | Young Boys                               | Juventus FC                              | Estrella Roja                            | Bayern                                   |                                          |                                          |                                          |                                          |                                          |
| 87/88                                          |                                          |                                          |                                          |                                          |                                          |                                          |                                          |                                          |                                          |                                          | SSC Napoli                               | FC Porto                                 | Bayern                                   | PSV                                      |                                          |                                          |                                          |                                          |                                          |
| 88/89                                          |                                          |                                          |                                          |                                          |                                          |                                          |                                          |                                          |                                          |                                          | Moss                                     | Górnik Z.                                | PSV                                      | AC Milan                                 |                                          |                                          |                                          |                                          |                                          |
| 89/90                                          |                                          |                                          |                                          |                                          |                                          |                                          |                                          |                                          |                                          |                                          | Spora                                    | AC Milan                                 |                                          |                                          |                                          |                                          |                                          |                                          |                                          |
| 90/91                                          |                                          |                                          |                                          |                                          |                                          |                                          |                                          |                                          |                                          |                                          | Odense                                   | Tirol                                    | Spartak M.                               |                                          |                                          |                                          |                                          |                                          |                                          |
| 95/96                                          |                                          |                                          |                                          |                                          |                                          |                                          |                                          |                                          |                                          |                                          |                                          | Ferencvárosi TC ¹                        | Juventus FC                              |                                          |                                          |                                          |                                          |                                          |                                          |
| 97/98                                          |                                          |                                          |                                          |                                          |                                          |                                          |                                          |                                          |                                          |                                          |                                          | Rosenborg BK ¹                           | Bayer L.                                 | Borussia D.                              | Juventus FC                              |                                          |                                          |                                          |                                          |
| 98/99                                          |                                          |                                          |                                          |                                          |                                          |                                          |                                          |                                          |                                          |                                          |                                          | Spartak M. ¹                             | Dynamo                                   |                                          |                                          |                                          |                                          |                                          |                                          |
| 99/00                                          |                                          |                                          |                                          |                                          |                                          |                                          |                                          |                                          |                                          |                                          | Olympiakos FC ¹                          | Dynamo ¹                                 | M. United                                | Bayern                                   | València CF                              |                                          |                                          |                                          |                                          |
| 00/01                                          |                                          |                                          |                                          |                                          |                                          |                                          |                                          |                                          |                                          |                                          | Bayer L.                                 | RSC Anderlecht                           | Galatasaray                              | Bayern                                   |                                          |                                          |                                          |                                          |                                          |
| 01/02                                          |                                          |                                          |                                          |                                          |                                          |                                          |                                          |                                          |                                          |                                          | Lokomotiv ¹                              | Sparta ¹                                 | Bayern                                   | FC Barcelona                             | Bayer L.                                 |                                          |                                          |                                          |                                          |
| 02/03                                          |                                          |                                          |                                          |                                          |                                          |                                          |                                          |                                          |                                          |                                          | AEK ¹                                    | Borussia D. ¹                            | M. United                                | Juventus FC                              |                                          |                                          |                                          |                                          |                                          |
| 03/04                                          |                                          |                                          |                                          |                                          |                                          |                                          |                                          |                                          |                                          |                                          | Olympique M. ¹                           | Bayern                                   | AS Monaco                                |                                          |                                          |                                          |                                          |                                          |                                          |
| 04/05                                          |                                          |                                          |                                          |                                          |                                          |                                          |                                          |                                          |                                          | Wisla C.                                 | Dynamo ¹                                 | Juventus FC                              |                                          |                                          |                                          |                                          |                                          |                                          |                                          |
| 05/06                                          |                                          |                                          |                                          |                                          |                                          |                                          |                                          |                                          |                                          |                                          | Rosenborg BK ¹                           | Arsenal FC                               |                                          |                                          |                                          |                                          |                                          |                                          |                                          |
| 06/07                                          |                                          |                                          |                                          |                                          |                                          |                                          |                                          |                                          |                                          |                                          | Steaua ¹                                 | Bayern                                   |                                          |                                          |                                          |                                          |                                          |                                          |                                          |
| 07/08                                          |                                          |                                          |                                          |                                          |                                          |                                          |                                          |                                          |                                          |                                          | Werder ¹                                 | AS Roma                                  |                                          |                                          |                                          |                                          |                                          |                                          |                                          |
| 08/09                                          |                                          |                                          |                                          |                                          |                                          |                                          |                                          |                                          |                                          |                                          | Zenit ¹                                  | Liverpool FC                             |                                          |                                          |                                          |                                          |                                          |                                          |                                          |
| 09/10                                          |                                          |                                          |                                          |                                          |                                          |                                          |                                          |                                          |                                          |                                          | Olympique M. ¹                           | Olympique L.                             |                                          |                                          |                                          |                                          |                                          |                                          |                                          |
| 10/11                                          |                                          |                                          |                                          |                                          |                                          |                                          |                                          |                                          |                                          |                                          | Ajax ¹                                   | Olympique L.                             | Hotspur                                  | FC Barcelona                             |                                          |                                          |                                          |                                          |                                          |
| 11/12                                          |                                          |                                          |                                          |                                          |                                          |                                          |                                          |                                          |                                          |                                          | Ajax ¹                                   | CSKA                                     | APOEL                                    | Bayern                                   |                                          |                                          |                                          |                                          |                                          |
| 12/13                                          |                                          |                                          |                                          |                                          |                                          |                                          |                                          |                                          |                                          |                                          | Ajax ¹                                   | M. United                                | Galatasaray                              | Borussia D.                              |                                          |                                          |                                          |                                          |                                          |
| 13/14                                          |                                          |                                          |                                          |                                          |                                          |                                          |                                          |                                          |                                          |                                          | Juventus FC ¹                            | Schalke                                  | Borussia D.                              | Bayern                                   | Atlètic                                  |                                          |                                          |                                          |                                          |
| 14/15                                          |                                          |                                          |                                          |                                          |                                          |                                          |                                          |                                          |                                          |                                          | Liverpool FC ¹                           | Schalke                                  | Atlètic                                  | Juventus FC                              |                                          |                                          |                                          |                                          |                                          |
| 15/16                                          |                                          |                                          |                                          |                                          |                                          |                                          |                                          |                                          |                                          |                                          | Shakhtar ¹                               | AS Roma                                  | VfL Wolfsburg                            | M. City                                  | Atlètic                                  |                                          |                                          |                                          |                                          |
| 16/17                                          |                                          |                                          |                                          |                                          |                                          |                                          |                                          |                                          |                                          |                                          | Legia Varsòvia ¹                         | SSC Napoli                               | Bayern                                   | Atlètic                                  | Juventus FC                              |                                          |                                          |                                          |                                          |
| 17/18                                          |                                          |                                          |                                          |                                          |                                          |                                          |                                          |                                          |                                          |                                          | Borussia D. ¹                            | PSG                                      | Juventus FC                              | Bayern                                   | Liverpool FC                             |                                          |                                          |                                          |                                          |
| 18/19                                          |                                          |                                          |                                          |                                          |                                          |                                          |                                          |                                          |                                          |                                          | Viktoria Plzeň ¹                         | Ajax                                     |                                          |                                          |                                          |                                          |                                          |                                          |                                          |
| 19/20                                          |                                          |                                          |                                          |                                          |                                          |                                          |                                          |                                          |                                          |                                          | Bruges ¹                                 | M. City                                  |                                          |                                          |                                          |                                          |                                          |                                          |                                          |
| 20/21                                          |                                          |                                          |                                          |                                          |                                          |                                          |                                          |                                          |                                          |                                          | Shakhtar ¹                               | Atalanta                                 | Liverpool FC                             | Chelsea FC                               |                                          |                                          |                                          |                                          |                                          |
| 21/22                                          |                                          |                                          |                                          |                                          |                                          |                                          |                                          |                                          |                                          |                                          | Sheriff ¹                                | PSG                                      | Chelsea FC                               | M. City                                  | Liverpool FC                             |                                          |                                          |                                          |                                          |
| 22/23                                          |                                          |                                          |                                          |                                          |                                          |                                          |                                          |                                          |                                          |                                          | Shakhtar ¹                               | Liverpool FC                             | Chelsea FC                               | M. City                                  |                                          |                                          |                                          |                                          |                                          |
| 23/24                                          |                                          |                                          |                                          |                                          |                                          |                                          |                                          |                                          |                                          |                                          | SC Braga ¹                               | RB Leipzig                               | M. City                                  | Bayern                                   | Borussia D.                              |                                          |                                          |                                          |                                          |
| 24/25                                          |                                          |                                          |                                          |                                          |                                          |                                          |                                          |                                          |                                          | GNK Dinamo Zagreb ¹                      | M. City                                  | Atlètic                                  | Arsenal FC                               |                                          |                                          |                                          |                                          |                                          |                                          |
| Recopa d'Europa                                |                                          |                                          |                                          |                                          |                                          |                                          |                                          |                                          |                                          |                                          |                                          |                                          |                                          |                                          |                                          |                                          |                                          |                                          |                                          |
| Edició                                         | Fases prèvies                            | Fases prèvies                            | Fases prèvies                            | Fases prèvies                            | Fases prèvies                            | Fases prèvies                            | Fases prèvies                            | Fases prèvies                            | Fases prèvies                            | Fases prèvies                            | Setzens                                  | Vuitens                                  | Quarts                                   | Semifinals                               | Final                                    |                                          |                                          |                                          |                                          |
| 70/71                                          |                                          |                                          |                                          |                                          |                                          |                                          |                                          |                                          |                                          |                                          | Hibernians                               | Wacker                                   | Cardiff                                  | PSV                                      | Chelsea FC                               |                                          |                                          |                                          |                                          |
| 71/72                                          |                                          |                                          |                                          |                                          |                                          |                                          |                                          |                                          |                                          |                                          | Fram                                     | Austria V.                               | Estel Vermeig                            |                                          |                                          |                                          |                                          |                                          |                                          |
| 82/83                                          |                                          |                                          |                                          |                                          |                                          |                                          |                                          |                                          |                                          |                                          | Baia Mare                                | Újpest FC                                | Internazionale                           | Austria V.                               | Aberdeen FC                              |                                          |                                          |                                          |                                          |
| 93/94                                          |                                          |                                          |                                          |                                          |                                          |                                          |                                          |                                          |                                          |                                          | FC Lugano                                | Wacker                                   | PSG                                      |                                          |                                          |                                          |                                          |                                          |                                          |
| Copa de Fires / Copa de la UEFA / Lliga Europa |                                          |                                          |                                          |                                          |                                          |                                          |                                          |                                          |                                          |                                          |                                          |                                          |                                          |                                          |                                          |                                          |                                          |                                          |                                          |
| Edició                                         | Fases prèvies                            | Fases prèvies                            | Fases prèvies                            | Fases prèvies                            | Fases prèvies                            | Fases prèvies                            | Fases prèvies                            | Fases prèvies                            | Fases prèvies                            | Fases prèvies                            | Setzens                                  | Vuitens                                  | Quarts                                   | Semifinals                               | Final                                    |                                          |                                          |                                          |                                          |
| 71/72                                          |                                          |                                          |                                          |                                          |                                          |                                          |                                          |                                          |                                          | Basilea                                  | PSV                                      |                                          |                                          |                                          |                                          |                                          |                                          |                                          |                                          |
| 73/74                                          |                                          |                                          |                                          |                                          |                                          |                                          |                                          |                                          |                                          | Ipswich                                  |                                          |                                          |                                          |                                          |                                          |                                          |                                          |                                          |                                          |
| 81/82                                          |                                          |                                          |                                          |                                          |                                          |                                          |                                          |                                          |                                          | Tatabánya                                | Carl Zeiss                               | Rapid                                    | Kaiserslautern                           |                                          |                                          |                                          |                                          |                                          |                                          |
| 83/84                                          |                                          |                                          |                                          |                                          |                                          |                                          |                                          |                                          |                                          | Sparta                                   |                                          |                                          |                                          |                                          |                                          |                                          |                                          |                                          |                                          |
| 84/85                                          |                                          |                                          |                                          |                                          |                                          |                                          |                                          |                                          |                                          | Wacker                                   | HNK Rijeka                               | RSC Anderlecht                           | Tottenham                                | Internazionale                           | Videoton                                 |                                          |                                          |                                          |                                          |
| 85/86                                          |                                          |                                          |                                          |                                          |                                          |                                          |                                          |                                          |                                          | AEK                                      | Chornomorets                             | Borussia M.                              | Neuchâtel                                | Internazionale                           | 1. FC Köln                               |                                          |                                          |                                          |                                          |
| 91/92                                          |                                          |                                          |                                          |                                          |                                          |                                          |                                          |                                          |                                          | Slovan                                   | FC Utrecht                               | Neuchâtel                                | Sigma                                    | Torino FC                                |                                          |                                          |                                          |                                          |                                          |
| 92/93                                          |                                          |                                          |                                          |                                          |                                          |                                          |                                          |                                          |                                          | Politehnica T.                           | Torpedo M.                               | Vitesse                                  | PSG                                      |                                          |                                          |                                          |                                          |                                          |                                          |
| 94/95                                          |                                          |                                          |                                          |                                          |                                          |                                          |                                          |                                          |                                          | Sporting L.                              | Dynamo M.                                | Odense                                   |                                          |                                          |                                          |                                          |                                          |                                          |                                          |

## Altres dades d'interès

### Els 10 màxims golejadors de la història en partits oficials
Nota: En negreta jugador en actiu. Entre parèntesis les temporades al club. No es tenen en compte partits amistosos.

Nota (1): Inclosos partits en la Copa d'Europa (E1), Recopa d'Europa (E2), Copa UEFA (E3), Supercopa d'Europa (E4).

Nota (2): Inclosos partits en la Copa Eva Duarte, Supercopa d'Espanya i la Copa de la Lliga, Copa Llatina, Copa Intercontinental i Campionat del Món de Clubs FIFA.
| #  | Jugador              | Temporades       | Gols | Lliga | Copa | Europa (1) | Europa (1) | Europa (1) | Europa (1) | Altres (2) | G/P  |
| #  | Jugador              | Temporades       | Gols | Lliga | Copa | E1         | E2         | E3         | E4         | Altres (2) | G/P  |
| -- | -------------------- | ---------------- | ---- | ----- | ---- | ---------- | ---------- | ---------- | ---------- | ---------- | ---- |
| 1  | Cristiano Ronaldo    | 2009 - 2018 (9)  | 450  | 311   | 22   | 105        | -          | -          | 2          | 10         | 1.03 |
| 2  | Karim Benzema        | 2009 - Act. (14) | 337  | 228   | 22   | 74         | -          | -          | 2          | 11         | 0.54 |
| 3  | Raúl González        | 1994 - 2010 (16) | 323  | 228   | 18   | 66         | -          | -          | 1          | 10         | 0.44 |
| 4  | Alfredo Di Stéfano † | 1953 - 1964 (11) | 308  | 216   | 40   | 49         | -          | -          | -          | 3          | 0.78 |
| 5  | Carlos Santillana    | 1971 - 1988 (17) | 290  | 186   | 48   | 22         | 11         | 15         | -          | 8          | 0.45 |
| 6  | Ferenc Puskás †      | 1958 - 1966 (8)  | 242  | 156   | 49   | 35         | -          | -          | -          | 2          | 0.92 |
| 7  | Hugo Sánchez         | 1985 - 1992 (7)  | 208  | 164   | 19   | 17         | -          | 6          | -          | 2          | 0.73 |
| 8  | Paco Gento           | 1953 - 1971 (18) | 182  | 126   | 21   | 31         | -          | -          | -          | 4          | 0.30 |
| 9  | José Martínez Pirri  | 1964 - 1980 (16) | 172  | 123   | 26   | 18         | 5          | -          | -          | -          | 0.31 |
| 10 | Emilio Butragueño    | 1983 - 1995 (12) | 171  | 123   | 16   | 17         | 2          | 8          | -          | 5          | 0.37 |

## Seccions del club

### Secció debàsquet
La secció de bàsquet del Reial Madrid Club de Futbol va ser constituïda el 1932. És el club europeu amb més títols i l'únic junt amb el Joventut de Badalona que sempre ha estat a la lliga espanyola de primera divisió.

### Secció devoleibol(desapareguda)
- 7 Campionats de Lliga Masculina:

1972, 1976, 1977, 1978, 1979, 1980, 1983
- 12 Copes d'Espanya:

1954, 1956, 1960, 1969, 1973, 1976, 1977, 1978, 1979, 1980, 1981, 1983
- 1 Copa de la Reina:

1981

### Secció detennis(desapareguda)
- 1 Torneig de Wimbledon:

1966 (Manuel Santana)

### Secció d'handbol(desapareguda)
- 1 Campionat d'Espanya d'handbol a onze: 1951.
- 1 Lliga espanyola d'handbol masculina: 1953.